# 馬基拉水雞
馬基拉水雞（Gallinula silvestris）是所羅門群島特有的一種秧雞。
馬基拉水雞生活在亞熱帶或熱帶的低地森林及山地。牠們因棲息地的消失而面臨滅絕。

## 外部連結
- BirdLife Species Factsheet. （页面存档备份，存于）